# Władysław Szczepucha
Władysław Szczepucha (ur. 9 października 1919 w Ładyczynie, zm. 27 sierpnia 2016) – polski dowódca wojskowy, generał brygady Wojska Polskiego, wieloletni szef artylerii Wojsk Obrony Przeciwlotniczej Obszaru Kraju, a następnie Wojsk OPK.

## Życiorys

### Dzieciństwo i młodość
Urodził się 9 października 1919 w Ładyczynie pod Tarnopolem. W 1939 zdał maturę. Latem 1939, będąc w 9. batalionie Junackich Hufców Pracy, budował umocnienia na granicy polsko-niemieckiej na Górnym Śląsku.

### II wojna światowa
W 1940 został powołany do służby w Armii Czerwonej, służył w jednostce szkolnej w Aszchabadzie w Turkmenii, a następnie w 68. pułku artylerii górskiej w Taszkencie. W lipcu 1941, pełniąc funkcję dowódcy drużyny zwiadu, został wraz z pułkiem skierowany na front w okolice Wiaźmy. W 1943 na własną prośbę skierowany do tworzonego na terytorium ZSRR Wojska Polskiego. W 1944 ukończył Wojskową Szkołę Artylerii w Kostromie. Po ukończeniu szkoły awansowany do stopnia podporucznika i promowany przez gen. Zygmunta Berlinga. Następnie uczestniczył w walkach na froncie w składzie 5. Brygady Artylerii Ciężkiej. Brał udział w walkach nad Turią i Bugiem, nad środkową Wisłą, w rejonie Warszawy, na Wale Pomorskim, w szturmie Kołobrzegu, na Pomorzu Szczecińskim, nad Odrą i w Brandenburgii. Był kolejno dowódcą plutonu, szefem zwiadu dywizjonu, dowódcą baterii.

### Okres powojenny
Po zakończeniu działań wojennych pozostawał dowódcą 5. baterii 5. Brygady Artylerii Ciężkiej, a następnie został skierowany do 1. Oficerskiej Szkoły Artylerii w Olsztynie. Od 1946 służył w 2 pułku artylerii lekkiej w Radomiu. Od 1947 roku szef sztabu 84 pułku artylerii przeciwlotniczej w Brzegu. W 1948 ukończył kurs dowódców dywizjonu artylerii przeciwlotniczej w Oficerskiej Szkole Artylerii w Toruniu, a w 1951 Akademię Sztabu Generalnego WP w Rembertowie. Po ukończeniu Akademii pełnił służbę w Sztabie Generalnym WP, a od 1952 w Dowództwie Wojsk Obrony Przeciwlotniczej Obszaru Kraju. 
W kolejnych latach sprawował kierownicze funkcje w Wojskach Obrony Przeciwlotniczej, które stanowiły część składową Wojsk Lotniczych i Obrony Przeciwlotniczej Obszaru Kraju, poprzednika dzisiejszych Sił Powietrznych. Struktura dowodzenia artylerią w ramach tego Rodzaju Sił Zbrojnych ulegała częstym przekształceniom. W latach 1952–1953 był zastępcą dowódcy Wojsk Obrony Przeciwlotniczej Obszaru Kraju (OPL OK), a w latach 1953–1956 szefem sztabu Dowództwa Wojsk OPL OK. Od 1956 był szefem sztabu Dowództwa Artylerii OPL OK. W latach 1957–1959 był szefem artylerii OPL OK w Dowództwie Wojsk Lotniczych i Obrony Przeciwlotniczej Obszaru Kraju. W latach 1959–1962 był zastępcą dowódcy Wojsk OPL OK - szefem Inspektoratu Artylerii, a następnie szefem Artylerii OPL OK. Jego szefostwo przypadło na okres transformacji artylerii lufowej na artylerię rakietową. Pod jego kierownictwem sformowano Ośrodek Szkolenia Specjalistów Artylerii Rakietowej w Bemowie Piskim.

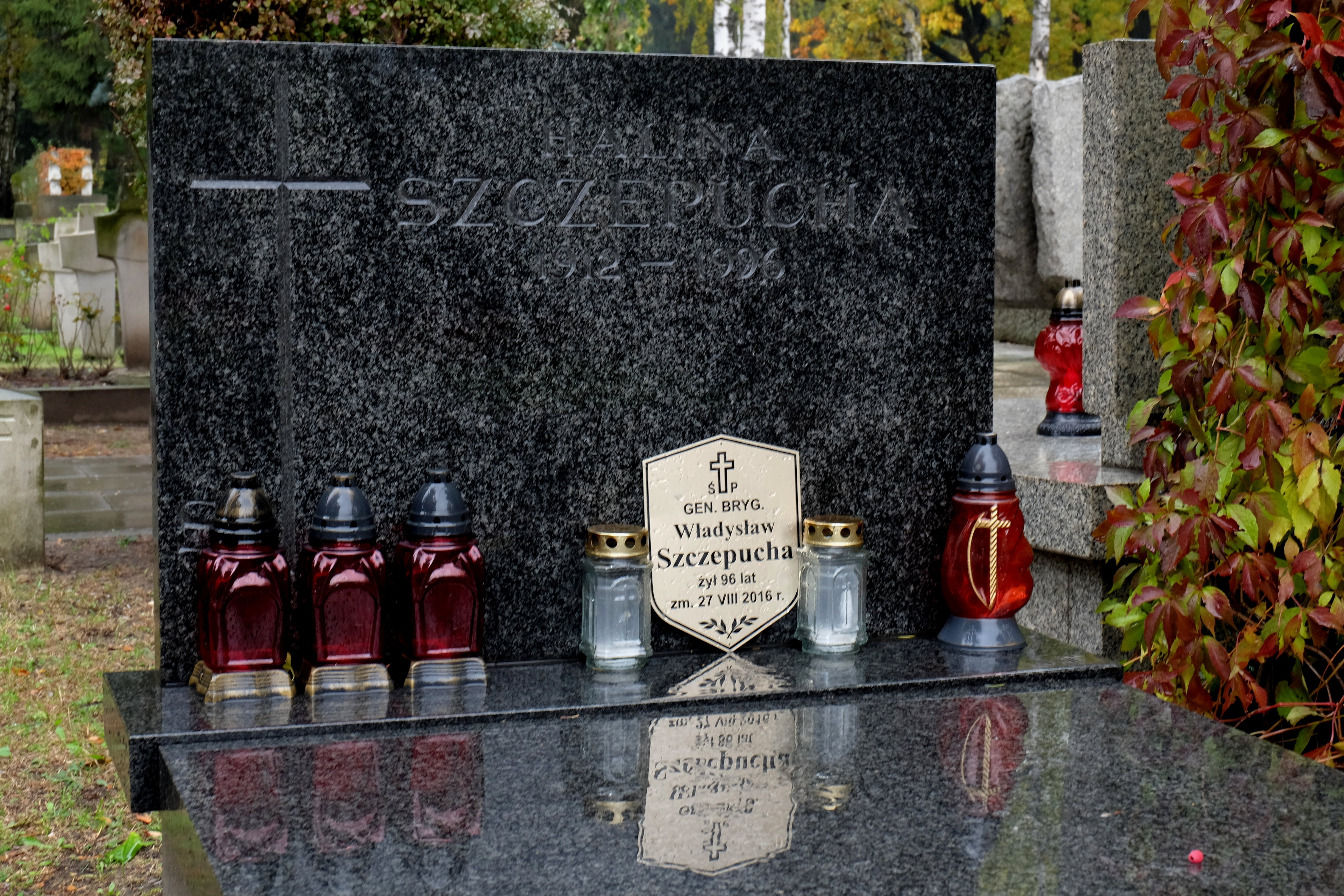
Grób gen. Władysława Szczepucha na Cmentarzu Wojskowym na Powązkach w Warszawie

Po wojnie awansował kolejno na kapitana (1947), majora (1948), podpułkownika (1952) i pułkownika (1952). Do stopnia generała brygady awansowany na mocy uchwały Rady Państwa z 1960. Nominację wręczył w Belwederze przewodniczący Rady Państwa PRL Aleksander Zawadzki.
Po powołaniu w lipcu 1962 nowego rodzaju sił zbrojnych - Wojsk Obrony Powietrznej Kraju, generał Szczepucha został powołany na stanowisko szefa Artylerii Wojsk Obrony Powietrznej Kraju. Stanowisko to piastował do 1968.
W latach 1969–1974 był szefem Wojewódzkiego Sztabu Wojskowego w Kielcach. W 1974 został przeniesiony w stan spoczynku. Następnie pracował w Polskiej Akademii Nauk.
Członek PPR i PZPR.
Pochowany na cmentarzu Powązki Wojskowe w Warszawie (kwatera F-13-14).

## Odznaczenia
- Krzyż Kawalerski Orderu Odrodzenia Polski (1954)
- Order Sztandaru Pracy II klasy (1963)
- Krzyż Walecznych (1945)
- Srebrny Krzyż Zasługi (1947)
- Srebrny Medal „Zasłużonym na Polu Chwały” (1945)
- Medal 10-lecia Polski Ludowej
- Medal Zwycięstwa i Wolności 1945
- Złoty Medal „Siły Zbrojne w Służbie Ojczyzny”
- Srebrny Medal „Siły Zbrojne w Służbie Ojczyzny”
- Brązowy Medal „Siły Zbrojne w Służbie Ojczyzny”
- Złoty Medal „Za Zasługi dla Obronności Kraju”
- Srebrny Medal „Za Zasługi dla Obronności Kraju”
- Brązowy Medal „Za Zasługi dla Obronności Kraju”
- Order Czerwonej Gwiazdy (1945, ZSRR)
- I inne